# سوپرنچرال (فصل ۱۱)
فصل یازدهم سوپرنچرال، یک سریال درام-ماورایی آمریکایی ساخته اریک کریپک، در ۷ اکتبر ۲۰۱۵ در شبکه سی دابلیو روی آنتن رفت. این فصل شامل ۲۳ بود و چهارشنبه‌ها ساعت ۹شب پخش می‌شد.

## بازیگران

### بازیگران اصلی
- جرد پادالکی درنقش سم وینچستر
- جنسن اکلس درنقش دین وینچستر
- میشا کالینز درنقش کستیل / لوسیفر
- مارک شپرد درنقش کراولی

### بازیگران مهمان ویژه
- سامانتا اسمیت (هنرپیشه) در نقش مری وینچستر

### بازیگران مهمان
- امیلی سوالو در نقش آمارا / تاریکی
  - یاسمین لیلی-ال بال درنقش نوجوانی آمارا
  - گریسین شینیی درنقش کودکی آمارا
  - سامانتا آیلر درنقش جوانی آمارا
- روت کانل در نقش روینا
- راب بندیکت درنقش چاک شرلی / خدا
- لیزا بری در نقش بیلی
- لیسی جی. میلی در نقش افسر جنا
- مت کوهن درنقش جان وینچستر
- لی مجدوب درنقش هانا
- کرتیس آرمسترانگ درنقش متاترون
- بریانا باکمستر درنقش کلانتر دانا هنسکام
- مارک پلگرینو درنقش لوسیفر
- نیت تورنس درنقش سالی
- دیلان اورت درنقش جوانی دین وینچستر
- کیم رودز درنقش کلانتر جودی میلز
- کالین فورد درنقش جوانی سم وینچستر
- جیم بیور درنقش بابی سینگر
- کاترین نیوتون درنقش کلر نوواک
- استیون ویلیامز درنقش روفوس ترنر
- کاترین رادمین درنقش الکس
- مایک د میز میزانین درنقش شان هارلی

## قسمت‌ها
| قسمت در سریال | قسمت در فصل | عنوان                      | کارگردان            | نویسنده                      | تاریخ پخش       | کد تولید | بینندگان در امریکا (میلیون) |
| --- | ----------- | -------------------------- | ------------------- | ---------------------------- | --------------- | -------- | --------------------------- |
| ۲۱۹ | ۱           | «خارج از تاریکی، درون آتش» | رابرت سینگر         | جرمی کارور                   | ۷ اکتبر ۲۰۱۵    | 4X6252   | 1.94                        |
| تاریکی آزاد شده و سم و دین با معاونی ملاقات می‌کنند که ادعا می‌کند مردم هار شده‌اند و همدیگر را می‌کشند. کستیل سعی می‌کند دربرابر طلسم حمله روینا مقاومت کند و از بهشت کمک می‌خواهد ولی به دردسر می‌افتد. کراولی نجات پیدا می‌کند و پیش گروهش برمی گردد. وینچسترها همراه با معاون در یک بیمارستان گیر می‌افتند که باید نوزادی را از دست هارها نجات دهند. دین با بچه و معاون فرار می‌کند درحالیکه سم حواس هارها را پرت می‌کند ولی دراثر درگیری خودش به بیماری آن‌ها مبتلا می‌شود. حالا باید درمانی برای تاریکی پیدا کنند. |             |                            |                     |                              |                 |          |                             |
| ۲۲۰ | ۲           | «فرم و تهی»                | فیل اسکریچیا        | اندرو دب                     | ۱۴ اکتبر، ۲۰۱۵  | 4X6253   | 1.85                        |
| دین، جنا را به خانه مادربزرگش می‌برد اما کارهای عجیب آمارا، مادربزرگ مذهبی جنا را می‌ترساند و یک جن گیر خبر می‌کند. دین می‌رسد و می‌فهمد آن جن گیر، کراولی است. کراولی می‌گوید حس می‌کند یک تاریکی باستانی از بچه بازتاب می‌شود. در همین زمان، جنا پیش آمارا می‌رود و بعد ناگهان مادربزرگش را می‌کشد. دین متوجه وجود نشان قابیل روی بدن آمارا می‌شود و می‌فهمد او همان، «تاریکی» است. کراولی می‌فهمد جنا دیگر روح ندارد و این کار آماراست؛ سپس جنا را می‌کشد. کراولی فاش می‌کند می‌خواهد برای اهدافش از آمارا استفاده کند. کستیل شکنجه می‌شود. وقتی فرشته‌ها برای هک کردن مغزش اقدام می‌کنند، با نیروی نفرین روینا همه را می‌کشد. سم با ریپری مواجه می‌شود و می‌فهمد مرگش نزدیک است. ریپر می‌گوید هروقت بمیرد، او را به «تهی» می‌فرستند تا نتواند برگردد. به‌علاوه با طعنه می‌گوید سم «ازنظر انجیل آلوده است». پس سم دنبال درمانی مدنظر انجیل می‌گردد و موفق می‌شود با «روغن مقدس» بیماری را درمان کند. درآخر، دین و سم در انبار با کستیل مواجه می‌شوند. |             |                            |                     |                              |                 |          |                             |
| ۲۲۱ | ۳           | «کار بد»                   | جنسن اکلس           | برد باکنر و یوجینی راس لمینگ | اکتبر ۲۱, ۲۰۱۵  | 4X6251   | 1.59                        |
| سم و دین بدنبال روینا می‌گردند تا کستیل را درمان کند. به‌علاوه می‌خواهند متاترون را نیز قبل از سایر فرشتگان بیابند. آن‌ها روینا را با دستخط می‌گیرند اما کتاب جهنمی هنوز مخفی است. کستیل کنترلش را روی طلسم ازدست می‌دهد و به زنی حمله می‌کند. دین مداخله می‌کند ولی از کستیل کتک می‌خورد. روینا او را شفا می‌دهد و فرار می‌کند. در همین زمان، کراولی مراقب آماراست. آمارا از ارواح شیاطین تغذیه می‌کند و نوجوان می‌شود. |             |                            |                     |                              |                 |          |                             |
| ۲۲۲ | ۴           | «عزیزک»                    | توماس جی. رایت      | رابی تامسون                  | اکتبر ۲۸٬۲۰۱۵   | 4X6254   | 2.04                        |
| همه وقایع درون یا اطراف ایمپالا می‌گذرد:سم و دین سراغ پرونده‌ای می‌روند که در ان یک معاون کلانتر کشته شده‌است. سم خواب می‌بیند شخصی یا چیزی شبیه جان وینچستر جوان از او می خواد با دین جلوی تاریکی را بگیرد. به سم درحال صحبت با همسر قربانی و به دین توسط جانشین معاون کلانتر حمله می‌شود. کستیل تماس می‌گیرد و می‌گوید موجود مرموز این پرونده یک ناکزر است؛ موجودی شبه غول و خون‌آشام. همسر قربانی که تبدیل شده، دین را در ماشین می‌دزدد. توضیح می‌دهد همسرش را کشته و اینکه معاون جدید آلفای گروه است. آلفا توضیح می‌دهد بخاطر ترس از تاریکی درحال تشکیل یک ارتش است. دین موفق می‌شود سکه‌های مسی به خورد او دهد و سرش را قطع کند. در نتیجه همه قربانی‌ها به حالت انسانی برمی گردند. |             |                            |                     |                              |                 |          |                             |
| ۲۲۳ | ۵           | «لیزی لاغر»                | رشاد ارنستو گرین    | نانسی وان                    | نوامبر ۴, ۲۰۱۵  | 4X6255   | 1.64                        |
| یک زوج جوان در هتلی که قبلاً خانه لیزی بوردن بوده، کشته می‌شوند. سم و دین سریع می‌فهمند علایم ماورایی هتل جعلی هستند. اما یکی از صاحبان هتل به همراه مردی دیگر کشته می‌شود. سیدنی، پرستار پسر آن مرد، جوردی، جسدش را پیدا می‌کند. دین با لن آشنا می‌شود که می‌گوید چند شب پیش دختری به نام آمارا را بیرون هتل دیده و از آن به بعد حال نرمالی ندارد. دین می‌فهمد امارا روح لن را خورده است. وینچسترها جسد مادر جوردی را هم میابند و بعد توسط سیدنی دستگیر می‌شوند. او می‌گوید با آمارا آشنا شده و از آن به بعد حال خوشی دارد. او دشمنانش را کشته و قصد دارد وینچسترها را تحویل آمارا دهد. لن به کمک می‌آید و سیدنی را می‌کشد و بعد خودش را تسلیم پلیس می‌کند. |             |                            |                     |                              |                 |          |                             |
| ۲۲۴ | ۶           | «دنیای کوچک ما»            | جان شوالتر          | رابرت برنز                   | نوامبر ۱۱, ۲۰۱۵ | 4X6256   | 1.70                        |
| امارا پنهانی تغذیه می‌کند و بزرگ می‌شود. کراولی می‌خواهد پدر و معلمش باشد و قربانیانش را می‌کشد تا کسی از وجود آمارا مطلع نشود. اما سم و دین مخفیگاه آنان را پیدا می‌کنند و برای کشتن آمارا می‌روند. در کشاکش، کراولی آماده کشتن دین می‌شود ولی امارا اجازه نمی‌دهد و کراولی را شکنجه می‌کند. در همین حین، کستیل، متاترون را میابد و لوح شیطان را پس می‌گیرد. متاترون فاش می‌کند خداوند برای ساختن دنیا مجبور شد خواهرش، تاریکی، را قربانی کند. سم متوجه می‌شود الهاماتش مربوط به قفس لوسیفر و میکاییل می‌باشد. |             |                            |                     |                              |                 |          |                             |
| ۲۲۵ | ۷           | «باشکوه»                   | تیم اندرو           | اریک چارملو و نیکول اسنایدر  | ۱۸نوامبر، ۲۰۱۵  | 4X6257   | 1.66                        |
| شخصی با ماسک خرگوش مرتکب قتل می‌شود و کلانتر دانا هنسکام از وینچسترها کمک می‌طلبد. معلوم می‌شود شخص با گذاشتن ماسک دچار تغییر شخصیت شده و وینچسترها باور می‌کنند قضیه شی نفرین شده‌است. پس بعد از کشته شدن شخص، ماسک را می‌سوزانند و قضیه را تمام شده می‌دانند. اما زن جوانی با ماسک بشدت به مربی فوتبال محلی حمله می‌کند. شاهد به وینچسترها می‌گوید ناگهان هوای اتاق سرد شده بوده و معلوم می‌شود قضیه یک روح است. می‌فهمند این ماسک‌ها متعلق به چستر جانسون بوده که خودکشی کرده‌است. دانا با همکارش تمام ماسک‌ها را می‌سوزاند. دین بعد از صحبت با بیوه اولین قربانی می‌فهمد گمان می‌شده چستر از فرزندان دو قربانی سوءاستفاده جنسی می‌کرده است. خواهر چستر می‌گوید او نیز به دو مرد برای ترساندن برادرش کمک کرده بوده‌است؛ ولی در این بین، تصادفاً چستر کشته شده و حالا دنبال انتقام است. او با آخرین ماسک، برادرزاده اش را تسخیر می‌کند ولی قبل از هرچیز، وینچسترها موفق به نابودی ماسک می‌شوند. در همین زمان، سم فکر می‌کند شاید جواب معمای تاریکی در قفس لوسیفر نهفته باشد. |             |                            |                     |                              |                 |          |                             |
| ۲۲۶ | ۸           | «فقط تصورات من»            | ریچارد اسپیت جونیور | جنی کلین                     | ۲ دسامبر، ۲۰۱۵  | 4X6258   | 2.00                        |
| دوست خیالی یک دختربچه کشته می‌شود. سم هم با دوست خیالی دوران کودکیش، سالی، روبرو می‌شود و می‌فهمد او واقعی است. سالی توضیح می‌دهد آن‌ها زانا هستند. سم و دین به سالی در یافتن قاتل کمک می‌کنند ولی یک دوست خیالی دیگر هم کشته می‌شود. اما قربانی سوم زنده می‌ماند و ردهایی از مهاجم به آن‌ها می‌دهد. در این بین، دین توسط قاتل که یک دختر جوان به نام ریس است گرفتار می‌شود. ریس و خواهر دوقلویش، ادری، با سالی دوست بوده‌اند ولی در حین بازی با او، آدری کشته می‌شود. پس ریس بدنبال انتقام از زانا می‌باشد. در نهایت قانع می‌شود که سالی را ببخشید و می‌رود. سم با دین دربارهٔ رفتن به قفس بحث می‌کند و راهی جز این، به ذهنشان نمی‌رسد. |             |                            |                     |                              |                 |          |                             |
| ۲۲۷ | ۹           | «ای برادر کجایی؟»          | رابرت سینگر         | یوجینی راس-لمینگ و برد باکنر | ۹ دسامبر، ۲۰۱۵  | 4X6259   | 1.90                        |
| آمارا که کاملاً بزرگ شده، مبلغان مذهبی را در یک پارک و کلیسا می‌کشد تا توجه خدا را جلب کند. سم و دین نزد کراولی می‌روند تا راهی برای ارتباط با لوسیفر در قفس بیابند. دین طی تحقیقاتش با آمارا روبرو می‌شود و می‌فهمد او می‌خواهد از خدا انتقام بگیرد و بعد دین را می‌بوسد. سم با لوسیفر ملاقات می‌کند. لوسیفر درصورتی کمک می‌کند که سم پوسته اش باشد. در این هنگام دیوارهای حفاظتی فرو می‌ریزد و سم با لوسیفر داخل قفس گیر میفتد. معلوم می‌شود آزادی تاریکی قفس را سست کرده و خود لوسیفر بوده که آن الهام را وارد سر سم می‌کرده است. |             |                            |                     |                              |                 |          |                             |
| ۲۲۸ | ۱۰          | «شیطان با جزئیات»          | توماس جی. رایت      | اندرو دب                     | ۲۰ ژانویه، ۲۰۱۶ | 4X6260   | 1.83                        |
| دین به «طوقه جادوگر» دست میابد و با کمک کراولی، روینا را تحت کنترل می‌گیرد. لوسیغر با سم حرف می‌زند و می‌گوید اخیراً او و برادرش فقط به فکر نجات خودشان بوده‌اند. برای توقف تاریکی، باید فداکاری کند؛ چون خدا رفته، گابریل و رافائل مرده‌اند و میکائیل دیوانه شده‌است. سم نمی‌پذیرد. موقع ملاقات با دین و کستیل، آن‌ها هم به داخل قفس کشیده می‌شوند و مبارزه شروع می‌شود. بالاخره روینا طلسمی می‌خواند و بقیه از قفس خارج می‌شوند. معلوم می‌شود که کستیل قبول کرده که پوسته لوسیفر شود. بعداً سراغ روینا و کروالی می‌رود و روینا را می‌کشد. |             |                            |                     |                              |                 |          |                             |
| ۲۲۹ | ۱۱          | «با جادو»                  | جان بدهام           | رابی تامسون                  | ۲۷ ژانویه، ۲۰۱۶ | 4X6261   | 1.88                        |
| سی سال پیش در ایرلند، مردی صدای عجیبی می‌شنود و می‌میرد. همسرش آن موجود عجیب را دور می‌کند ولی می‌میرد و تنها فرزندشان زنده می‌ماند. در زمان حال، سم و دین سراغ پرونده‌ای در خانه سالمندان می‌روند که در آن، یکی از افراد به شیوه‌ای مشابه کشته سده است. شخصی به نام میلدرد ان موجود را حین ارتکاب جرم می‌بیند. معلوم می‌شود این قتل‌ها کار بانشی است که با صدایش قربانی را دیوانه می‌کند و بعد از مغزش تغذیه می‌کند. یک شکارچی دیگر به نام ایلین به آن‌ها می‌پیوندد که در واقع همان نوزادی است که سی سال پیش جان سالم بدر برده بود. درهمین زمان، لوسیفر در قالب کستیل در انبار دنبال راهی برای کشتن آمارا می‌گردد و با دین صحبت می‌کند. بانشی سراغ دین می‌رود ولی میلدرد و ایلین او را می‌کشند. |             |                            |                     |                              |                 |          |                             |
| ۲۳۰ | ۱۲          | «مرا فراموش نکن»           | استفن پلسزیسنکی     | نانسی وان                    | ۳ فوریه، ۲۰۱۶   | 4X6262   | 1.87                        |
| کلر نواک با سم و دین تماس می‌گیرد. او اکنون با کلانتر جودی میلز و الکس زندگی می‌کند و ادعا می‌کند در شهر موردی وجود دارد. الکس در دبیرستان وضع خوبی دارد و دوست پسری به نام هنری دارد. یک معلم کشته می‌شود و معلوم می‌شود سرایدار دبیرستان یک خون‌آشام است. او جودی و کلر را می زدد. هنری هم که یک خون‌آشام است الکس را می‌رباید. مشخص می‌شود الکس عامل تبدیل سرایدار بوده‌است که او بعداً همسرش را کشته است. وینچسترها وارد می‌شوند و هردو را می‌کشند. کلر می‌خواهد شکارچی شود و الکس روی داشتن یک زندگی عادی تمرکز می‌کند. |             |                            |                     |                              |                 |          |                             |
| ۲۳۱ | ۱۳          | «عشق، درد دارد»            | فیل اسکریچیا        | اریک چامبرلو و نیکول سیندر   | ۱۰ فوریه، ۲۰۱۶  | 4X6263   | 1.83                        |
| در اوهایو دختری به نام استیسی که با رئیس متاهلش، دن، رابطه دارد، قلبش از سینه اش بیرون کشیده می‌شود. فیلم‌های حفاظتی نشان می‌دهد که «دن» قاتلاستیسی بوده‌است. برادرها فکر می‌کنند کار یک شیپشیفتر باشد ولی بعد «استیسی» دن را می‌کشد. معلوم می‌شود همسر دن، ملیسا، از آرایشگرش طلسمی برای بهبود رابطه اش گرفته بوده‌است که در واقع یک نفرین بوده‌است. این نفرین با بوسه منتقل می‌شود و دوباره به نفر قبلی برمی گردد. «دن» برای کشتن ملیسا می‌رود ولی درهمان لحظه دین، او را می‌بوسد و طلسم متوجه او می‌شود. برادرها در آرایشگاه متوجه می‌شوند با یک قرین روبرو هستند که به صورت بزرگ‌ترین میل قربانی ظاهر می‌شود. درحالیکه سم مشغول حل پرونده است، «آمارا» برای کشتن دین می‌رود. سم به قلب قرین که داخل یک صندوق است چاقو می‌زند و او را نابود می‌کند. دین اعتراف می‌کند که به آمارا احساسی دارد و نمی‌تواند او را بکشد. سم قول می‌دهد آمارا را بکشد. |             |                            |                     |                              |                 |          |                             |
| ۲۳۲ | ۱۴          | «پوسته»                    | جان بدهام           | رابرت برنز                   | ۱۷ فوریه، ۲۰۱۶  | 4X6264   | 1.98                        |
| در فرانسه اشغال شده در سال ۱۹۴۳، زنی به نام دلفین سیدو یک ژنرال نازی را می‌کشد و وسیله‌ای قدرتمند از او می‌دزدد. در زمان حال، سم متوجه می‌شود ان وسیله دست خدا بوده و احتمالاً قدرت نابودی امارا را دارد. سم و دین برای کمک به کسنیل زنگ می‌زنند و خبر ندارند که او توسط لوسیفر تسخیر شده‌است. در بلوفین، زیردریایی که دست خدا را در مسیر بازگشت به آمریکا حمل می‌کرده، غرق شده‌است. پس دین با کمک لوسیفر به گذشته می‌رود. او دلفین را پیدا می‌کند و او را قانع می‌کند کمکش کند؛ ولی آلمان‌ها به رهبری همان ژنرالی که در واقع عضوی از جامعه تول‌ها بوده، به بلوفین حمله می‌کنند. در زمان حال، سم طلسمی پیدا می‌کند تا با آن «کستیل» از حفاظ جادویی کشتی عبور کند و پیشنهاد می‌کند از نیروی روحش استفاده شود. لوسیفر هویتش را فاش می‌کند و سعی می‌کند سم را بکشد؛ ولی کستیل کنترل را بدست می‌گیرد و مانع می‌شود. دلفین برای مقابله با آلمان‌ها، از قدرت دست خدا استفاده می‌کند و بلوفین را نابود می‌کند. در همان زمان لوسیفر، دین را به زمان حال برمی‌گرداند. لوسیفر سعی می‌کند از دست خدا استفاده کند ولی می‌فهمد قدرت شی تمام شده‌است. در ان لحظه، سم با علامت خونی او را ناپدید می‌کند. سم به دین می‌گوید که لاشه بلوفین هرگز پیدا نشده اما نابودگر آلمان‌ها که توسط دست خدا غرق شده بوده، پیدا شده‌است. |             |                            |                     |                              |                 |          |                             |
| ۲۳۳ | ۱۵          | «آنسوی تشک»                | جری ونک             | جان برینگ و اندرو دب         | ۲۴ فوریه، ۲۰۱۶  | 4X6265   | 1.85                        |
| بعد از اینکه یکی از کشتی گیران مورد علاقه برادرها ظاهراً خودکشی می‌کند، به مراسم ختمش می‌روند. اما آنجا مردی بانمادی عجیب روی بدنش کشته می‌شود. سم و دین سریع می‌فهمند که قضیه کار شیطانی است که دارد روج جمع می‌کند. یکی از کشتی‌گیرها به نام هارلی (مایک د میز میزانین) توسط یکی از همکارانش، گانر لالس، دزدیده می‌شود. او برای یک شیطان کار می‌کند. دین لالس را قانع می‌کند کمکشان کند و موفق به کشتن شیطان می‌شوند. بعد سگ‌های جهنمی هم سراغ گانر می‌روند. |             |                            |                     |                              |                 |          |                             |
| ۲۳۴ | ۱۶          | «خانه امن»                 | استفن پلسزینسکی     | رابی تامسون                  | ۲۳ مارس، ۲۰۱۶   | 4X6266   | 1.69                        |
| در گرندرپیدز، میشیگان مادری درحال تعمیر خانه است که در اتاق خواب دخترش علائم حضور روح پیدا می‌شود و دخترک با علامت دستی روی پایش به کما می‌رود. به زودی همین اتفاق برای مادرش می‌افتد. سم و دین وارد تحقیق می‌شوند و می‌فهمند حدود ۷سال پیش، بابی و روفوس نیز در همین خانه درحال تحقیق بوده‌اند آن‌ها استخوان‌های قربانی‌های قبلی خانه را سوزانده‌اند اما مشکل حل نشده بوده‌است. هردو گروه متوجه می‌شوند که کار یک روح خوار است؛ یک موجود نامیرا که ارواح را به لانه اش می‌برد که خارج از زمان و مکان است و درهمین حال بدن افراد کم‌کم می‌میرد. بابی و روفوس تصمیم می‌گیرند روح خوار را به تله بیندازند. در حین تعمیر خانه، این تله باز شده‌است. پس سم راهی برای کشتن این موجود پیدا می‌کند. اما برای این کار باید شخصی نیز همان نشان را در داخل لانه رسم کند. دین وارد لانه می‌شود و پس از تقلای زیاد، موفق به کشتن روح خوار و نجات مادر و دختر می‌شوند. |             |                            |                     |                              |                 |          |                             |
| ۲۳۵ | ۱۷          | «گوشت قرمز»                | نینا لوپز-کورادو    | رابرت برنز و اندرو دب        | ۳۰ مارس ۲۰۱۶    | 4X6267   | 1.45                        |
| طی بررسی یک پرونده دربارهٔ گرگینه‌ها و نجات یک زوج جوان (کوربین و میشل)، سم تیر می‌خورد. وقتی دین قبول نمی‌کند که سم را پشت سرشان رها کند، کوربین مخفیانه سم را خفه می‌کند. بنظر می‌رسد سم کشته شده و دین بالاخره او را رها می‌کند تا زوج جوان را نجات دهد. درهمین حین، کوربین که توسط گرگینه‌ها گازگرفته شده به آرامی درحال تغییر است. دین در بیمارستان با زیاده روی در مصرف دارو خودکشی می‌کند تا یک ریپر را قانع کند که سم را برگرداند. ریپر قبول نمی‌کند و فاش می‌کند که در واقع سم هنوز زنده است. با تلاش دکتر، دین نیز احیا می‌شود. در همین زمان، سم بهوش می‌آید و با دین تماس می‌گیرد تا دربارهٔ کوربین هشدار دهد. کوربین دکتر و معاون کلانتر را می‌کشد و در آخرین لحظه سم می‌رسد و با کشتن او، مانع از کشته شدن دین می‌شود. دکترها به سم رسیدگی می‌کنند و معلوم می‌شود وقتی کوربین خواسته او را بکشد، بدنش شوکه شده و بنظر مرده آمده بوده‌است. |             |                            |                     |                              |                 |          |                             |
| ۲۳۶ | ۱۸          | «فرشته جهنم»               | فیل اسکریچیا        | برد باکنر و یوجینی راس-لمینگ | ۶ آوریل ۲۰۱۶    | 4X6268   | ۱٫۷۵                        |
| کراولی شیپور یوشع را به عنوان دست خدا برای کشتن آمارا پیدا می‌کند. او برای بررسی شرایط با وینچسترها تماس می‌گیرد. او می‌خواهد لوسیفر به قفس برگردد اما سم می‌خواهد لوسیفر با شیپور یوشع، آمارا را بکشد. دین هم می‌خواهد کستیل آزاد شود. درهمین زمان، لوسیفر فرشته‌های بهشت را وادار به همکاری می‌کند. آمارا با کمک روینا درحال بهبودی از حمله فرشته هاست. او حمله‌ای صوتی به بهشت می‌کند و همه را می‌ترساند. روینا می‌ترسد و تصمیم می‌گیرد به برادرها و کراولی در باز کردن قفس کمک کند. آن‌ها سعی می‌کنند کستیل را قانع کنند که لوسیفر را از جسمش بیرون کند ولی او قبول نمی‌کند. لوسیفر به وینچسترها حمله می‌کند و کراولی فرار می‌کند. آمارا می‌رسد ولی لوسیفر با وجود دست خدا نمی‌تواند به او آسیبی بزند. آمارا او را اسیر می‌کند و تصمیم می‌گیرد با شکنجه کردنش، توجه خدا را جلب کند. |             |                            |                     |                              |                 |          |                             |
| ۲۳۷ | ۱۹          | «آواز خوان‌ها»              | ادواردو سانچز       | نانسی ون                     | ۲۷ آوریل ۲۰۱۶   | 4X6269   | ۱٫۶۷                        |
| در سال ۱۹۸۹، دو برادر به نام‌های جسی و متی هستند که موجودی با چشمان سبز متی را می‌دزدد. در زمان حال، سم و دین با پرونده‌ای مشابه در همان شهر برخورد می‌کنند. یکی از شاهدین می‌گوید موجودی لخت را دیده درحالیکه دوستش می لریده و زمزمه‌هایی می‌کرده است. در این مسیر با دو شکارچی به نام‌های سزار و جسی نیز آشنا می‌شوند. آن‌ها توضیح می‌دهند که این موجودات بیسان نام دارند و هر ۲۷سال یکبار ظاهر می‌شوند تا با بدن انسان‌ها چند روزی تولیدمثل کنند. وقتی لقاح انجام شود، میزبان می‌میرد و نسل بعدی زیرزمین می‌ماند تا مراحل رشد کامل شود. بالاخره دین و سزار لانه را پیدا می‌کنند و بیسان را می‌کشند و تخم‌ها را می‌سوزانند. |             |                            |                     |                              |                 |          |                             |
| ۲۳۸ | ۲۰          | «مرا شرلی صدا نزن»         | رابرت سینگر         | رابی تامسون                  | ۴ مه ۲۰۱۶       | 4X6270   | ۱٫۵۴                        |
| متاترون بی‌خانمان به یک بار منتقل می‌شود و آنجا چاک شرلی را ملاقات می‌کند. چاک هویتش را به عنوان خداوند افشا می‌کند. او از متاترون می‌خواهد در ویرایش زندگی‌نامه‌اش به او کمک کند. در همین زمان، وینچسترها روی پرونده‌ای کار می‌کنند و متوجه می‌شوند که یک مه آلوده درحال نابودی مردم شهر است. چاک اعتراف می‌کند که از وینچسترها خوشش می‌آید و به کرات بخاطر آن‌ها، کستیل را زنده کرده‌است؛ ولی آزادی آمارا تقصیر آن‌ها بوده پس دیگر به آن‌ها کمک نخواهد کرد. متاترون بشدت از او انتقاد می‌کند. در نهایت سم هم توسط مه آلوده می‌شود. چاک در بار آهنگی می‌خواند و متاترون با تعجب آخرین صفحات زندگی‌نامه را می‌خواند مه و آلودگی ازبین می‌رود و تمام مردم شهر به وضع عادی برمی گردند. دین، گردن بند قدیمیش را در جیب سم پیدا می‌کند و با راهنمایی آن، به چاک می‌رسند. چاک می‌خواهد با آن‌ها صحبت کند. |             |                            |                     |                              |                 |          |                             |
| ۲۳۹ | ۲۱          | «همه در خانواده»           | توماس جی. رایت      | یوجینی راس-لمینگ و برد باکنر | ۱۱ مه ۲۰۱۶      | 4X6271   | ۱٫۷۵                        |
| چاک می وید که دوباره به دنیا کمک می‌کند و با آمارا روبرو می‌شود. در همین زمان، آمارا هم چنان لوسیفر را شکنجه می‌کند و با دین تماس می‌گیرد تا دربارهٔ وضع لوسیفر به او پیام بدهد. مه دیگری از او، شهری را می‌گیرد و درنتجیه مردی به نام دوناتلو، به پیامبری برگزیده می‌شود. متاترون با وینچسترها تماس می‌گیرد و می‌گوید چاک قصد دارد با فداکاری خود، جلوی آمارا را بگیرد. بالاخره وینچسترها با متاترون و دوناتلو برای نجات لوسیفر می‌روند. در این راه متاترون فدا می‌شود. |             |                            |                     |                              |                 |          |                             |
| ۲۴۰ | ۲۲          | «ما چند نفر آدم خوشحال»    | جان بدهام           | رابرت برنز                   | ۱۸ مه ۲۰۱۶      | 4X6272   | ۱٫۵۹                        |
| این قسمت با تلاش سم و دین برای آشتی دادن خدا و لوسیفرشروع میشود.لوسیفر به خدا میگویدکه به او یک عذرخواهی بدهکار است.درانتها با دخالت برادرها خدا از لوسیفر عذرخواهی میکندو برای جنگ با آمارا متحد میشوند.خدا میگوید درابتدا برای شکست آمارا هر ۴فرشته مقرب را داشته است اما الان فقط لوسیفررا دارد و بازگرداندن فرشته ها زمان میبرد.بنابراین برادرها و لوسیفر برای پیداکردن متحدانی چون کروالی،رووینا و باقی فرشتگان میروند وآنها را راضی به کمک میکنند.جنگ با استراتژی خدا شروع میشود.ابتدا رووینا و جادوگرهایش حمله میکنند.بعد از شکست آنها نوبت حمله ی فرشتگان میرسد و آماراضعیف میشود.دراینجا شیاطین به او حمله میکنندو آمارا درحالی که خیلی ضعیف شده با برادرش دیدار میکند و لوسیفرنیزه ای را ازپشت به او میزند.خدا از خواهرش عذرخواهی میکند و دلیل زندانی کردنش را به او توضیح میدهد اما آمارا به اومیگوید هدف خدا از آفرینش فقط برای غرور و بزرگ نشان دادن خودش بوده است.درانتها خدا شروع به برداشتن نشان از بدن آمارا و انتقال آن به بدن سم میکند اما آمارا در آخرین لحظات مانع او میشود و خدا را به شدت زخمی میکند و او را که درحال مرگ است تنها میگذارد تا شاهد از بین رفتن خلقتش باشد                                                                           |             |                            |                     |                              |                 |          |                             |
| ۲۴۱ | ۲۳          | «آلفا و امگا»              | فیل اسکریچیا        | اندرو دب                     | ۲۵ مه ۲۰۱۶      | 4X6273   | ۱٫۸۴                        |

## تولید
در ۱۱ ژانویه ۲۰۱۴، سوپرنچرال برای فصل ۱۱ توسط سی دابلیو تمدید شد. جنسن اکلس نخستین قسمت تولید شده فصل را با عنوان «کار بد» کارگردانی کرد؛ اگرچه این، اولین قسمت فصل نخواهد بود. امیلی سوالو در ژوئیه ۲۰۱۵ برای نقش آمارا، یک زن افسونگر، انتخاب شد. این فصل شامل یک قسمت کم خرج با عنوان «عزیزک» می‌باشد که کل داستان درون ایمپالا روی می‌دهد.
ریچارد اسپیت جونیور که نقش فرشته مقرب، گابریل، را داشت، قسمت هشتم فصل را کارگردانی خواهد کرد.

## بازخورد
وبسایت راتن تومیتوز در حال حاضر ۸۶درصد رضایت مندی برای فصل ۱۱ سوپرنچرال همراه با رتبه ۸٫۱ از ۱۰ را گزارش می‌کند.